# لیزی مک‌گوایر
لیزی مک‌گوایر (انگلیسی: Lizzie McGuire) یک مجموعهٔ تلویزیونی زنده، ویژهٔ نوجوانان است که نخستین بار در ۱۲ ژانویهٔ ۲۰۰۱ از شبکه دیزنی پخش شد.
این سریال دو مرتبه در سال‌های ۲۰۰۲ و ۲۰۰۳ میلادی برندهٔ «برنامهٔ تلویزیونی محبوب» در مراسم جوایز برگزیده کودکان نیکلودین شده‌است.

## بازیگران اصلی
- هیلاری داف در نقش الیزابت "لیزی" مک‌گوایر ، یک دختر خجالتی و دست و پا چلفتی ولی با استعداد ژیمناستیک که سعی می کند جایگاه خود را در جهان پیدا کند و محبوب شود.
- للین در نقش میراندا سانچز ، دوست صمیمی لیزی
- آدام لمبرگ در نقش دیوید گوردون ، دوست کودکی لیزی
- جیک توماس در نقش متیو مک‌گوایر ،برادر کوچکتر لیزی
- هلی تاد در نقش جوآن مک‌گوایر ، مادر لیزی
- رابرت کارادین در نقش سموئل مک‌گوایر ، پدر لیزی